# Tanaecia vandeldeni
Tanaecia vandeldeni är en fjärilsart som beskrevs av Kalis 1933. Tanaecia vandeldeni ingår i släktet Tanaecia och familjen praktfjärilar. Inga underarter finns listade i Catalogue of Life.